# Maria Bieșu

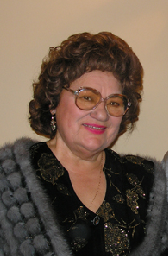
Maria Bieșu

Maria Bieșu (geb. 3. August 1935 in Volintiri; gest. 16. Mai 2012 in Chișinău) war eine moldauische Opernsängerin. Sie debütierte 1961; sie war erste Sopranistin am Nationalen Opern- und Ballett-Theater in Chișinău. Sie war auch international tätig, so von 1965 bis 1967 an der Mailänder Scala.

## Herkunft und Ausbildung
Maria Bieșu wurde 1935 in Volintiri im südostmoldauischen Rajon Ștefan Vodă geboren, der damals zum Königreich Rumänien gehörte. Ihre Eltern Luca und Tatiana Bieșu waren Bauern. Schon während ihrer Schulzeit und später, als sie am Landwirtschaftskolleg studierte, gab Maria Bieșu als Amateurmusikerin Konzerte. Lehrer des Konservatoriums in Chișinău und der Kulturminister selbst, die sie gehört hatten, setzten sich dafür ein, dass sie von 1955 an am Konservatorium studieren konnte.

## Karriere
Sie gab ihr Debüt als Solistin bei einem nationalen Wettbewerb, begleitet vom populären Orchester für volkstümliche Musik Fluieraş und dem Lied "Struguraş de pe colină".
Nach Abschluss ihrer Konservatoriumsausbildung wurde Bieșu Mitglied des Ensembles des Nationalen Opern- und Ballett-Theaters Chișinău und sang als Erstes die Partie der Tosca. In kurzer Zeit erarbeitete sie sich die Rollen der Tatyana in Eugene Onegin, der Liza in Pique Dame und der Cio-Cio-San in Madama Butterfly.
1965 wurde die junge Sängerin an die Scala in Mailand entsandt, wo der Gesangslehrer, Dirigent und Assistent von Arturo Toscanini Enrico Piazza ihr Tutor wurde. Während ihres zweijährigen Aufenthalts sang sie die Cio-Cio-San, Tosca, Aida und Leonora in Der Troubadour. In dieser Zeit nahm sie auch an großen internationalen Wettbewerben teil und war Preisträgerin beim Tschaikowski-Wettbewerb, 1967 gewann sie in Tokio den ersten Preis und den Ehren-Goldpokal. Beim ersten internationalen Wettbewerb zu Ehren von Miura Tamaki wurde sie als weltbeste Cio-Cio-San ausgezeichnet.
Nach ihrem Wettbewerbserfolg in Tokio war Bieșu stark gefragt, sie trat auf den Bühnen vieler europäischer Theater auf. 1971 wurde sie an die Metropolitan Opera in New York City eingeladen, um die Nedda in Leoncavallos Bajazzo. Nach dieser Partie wurde ihr ein mehrjähriger Vertrag für die Met angeboten. Die New York Times schrieb: "Maria Bieșu ist eine charmante und talentierte Künstlerin. Sie hat eine wunderschöne und wandlungsfähige Stimme. Die Sängerin tritt mit einer überraschenden Natürlichkeit auf die Bühne."
Bieșu war ebenso erfolgreich mit lyrischen Partien (wie "Jolanta", "Mimi"), dramatisch-leidenschaftlichen Partien (wie "Santuzza" und "Turandot") und hellstrahlende Partien (wie Elisabeth, Abigaille, Amelia, Adriana und  Nastasya).
Ihr Konzertrepertoire war sehr breit gefächert und reichte von Johann Sebastian Bach und Georg Friedrich Händel über Caccini und Grétry bis zu Schumann und Schubert, weiter von Franz Liszt und Grieg bis zu Ottorino Respighi und Fauré, Sergej Rachmaninow und Tschaikowsky bis hin zu Prokofjew und Swiridow. Daneben gehörten immer alte russische und moldauische Romanzen, Volkslieder und Kompositionen zeitgenössischer moldauischer Autoren zu ihren Programmen.
Maria Bieșu starb am 16. Mai 2012 in Chișinău.

## Sonstige Aufgaben
- Professorin an der G. Musicescu Academy of Music of Moldova
- Präsidentin der Musikerunion Moldaus (1987)[4]
- Vizepräsidentin der World Union of Musicians in Moskau (1992)[4]
- Gründungspräsidentin des Internationalen Opern- und Ballet-Festivals "Maria Bieșu Invites", das jährlich in Chișinău stattfand
- Jurorin bei vielen internationalen und moldauischen Wettbewerben
- Ehrenpräsidentin der Frauenvereinigung Moldaus

## Auszeichnungen
- 1970: Volkskünstler der UdSSR[5]
- 1974: Staatspreis der UdSSR[5]
- 1982: Leninpreis[5]
- 1990: Heldin der sozialistischen Arbeit[5]
- 1992: Orden der Republik Moldau[6]
- 2000: Stern von Rumänien[6]